# Synodus macrops
Synodus macrops is een straalvinnige vissensoort uit de familie van hagedisvissen (Synodontidae). De wetenschappelijke naam van de soort is voor het eerst geldig gepubliceerd in 1917 door Tanaka.